# Koshi Inaba LIVE 2024 〜enIV〜
『Koshi Inaba LIVE 2024 〜enIV〜』（コウシ・イナバ・ライブ・トゥエンティ・トゥエンティ・フォー・エン・フォー）は、日本の音楽ユニット・B'zのボーカリスト・稲葉浩志の5作目の映像作品。2025年8月27日にVERMILLION RECORDSから発売。

## 概要
ソロとして10年ぶりのリリースとなったアルバム『只者』を携え、2024年6月から8月にかけて開催された全国ツアー「Koshi Inaba LIVE 2024 〜enIV〜」より、Kアリーナ横浜公演を全曲完全収録。また特典映像として、ライブにかける渾身の姿とバックステージの模様を収めた2時間25分におよぶ長編ツアードキュメンタリーも付属している。さらに封入特典として、オリジナルポストカード3枚セットが同梱されている。

## メンバー
- 稲葉浩志：ボーカル、ギター、ブルースハープ
- シェーン・ガラース：ドラム
- 徳永暁人：ベース
- Duran：ギター
- サム・ポマンティ：キーボード

## 収録映像

### Kアリーナ横浜公演
1. NOW
2. マイミライ
3. BANTAM
4. Wonderland
5. 念書
6. GO
7. Golden Road
8. ブラックホール
9. Chateau Blanc
10. 我が魂の羅針
11. VIVA!
12. あの命この命
13. 空夢
14. oh my love
15. Stray Hearts
16. Sẽno de Revolution
17. CHAIN
18. 羽
19. YELLOW
20. Starchaser
21. 気分はI am All Yours
22. 遠くまで
23. Okay

### DOCUMENTARY ～Surviving enIV～
全国ツアーを追った長編ドキュメンタリー。